# Alegrete do Piauí
Alegrete do Piauí är en kommun i Brasilien.   Den ligger i delstaten Piauí, i den östra delen av landet, 1 200 km nordost om huvudstaden Brasília. Antalet invånare är 5 151.
Omgivningarna runt Alegrete do Piauí är huvudsakligen savann. Runt Alegrete do Piauí är det glesbefolkat, med 10 invånare per kvadratkilometer.